# Copán
Copán è un sito archeologico maya situato in Honduras, sulle sponde dell'omonimo fiume, non lontano dal confine con il Guatemala.
Contiene alcune delle opere di scultura più famose ed importanti del periodo classico maya. È probabilmente il sito più noto dell'Honduras ed è stato proclamato patrimonio dell'umanità dall'UNESCO.

## Il nome
Il nome di questo sito maya deriva della parola nahuatl per incenso copal. Il nome antico della Città era Hux Witik, quello del regno/Glifo Emblema non è ancora interpretato con certezza. Esso sembra essere composto dagli elementi: xu(?)-ku-pi. L'incerta lettura della testa di pipistrello in questo caso, e l'assenza di significati funzionanti per i tentativi di lettura, rendono impervia l'analisi. Il nome antico di Copán potrebbe essere stato anche in una lingua non Maya come ad esempio il Lenca.

## Storia del sito
Copán vanta una storia molto lunga, che va dal Periodo Preclassico finale al Periodo Postclassico iniziale. La sua storia potrebbe essere separata in tre fasi fondamentali: 1. la fase predinastica, 2. la fase dinastica e 3. la fase dell'abbandono.

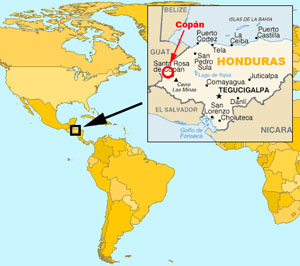
Ubicazione di Copán

### La fase predinastica
Copán è uno dei pochi siti che conserva dei testi che narrano episodi dell'epoca anteriore alla fondazione della dinastia reale. Molti sono anche i resti archeologici associati a questo periodo.

### La fase dinastica
La fase dinastica ebbe inizio con K'inich Yax K'uk' Mo', il fondatore della dinastia. La "propaganda" maya lo presenta come straniero, come condottiero arrivato dalla lontana Teotihuacan per portare ordine e civiltà. Che fosse straniero è stato provato dall'esame degli isotopi assunti dal defunto re nei denti durante la crescita. Ridimensionata è però la distanza della sua terra natia: non Teotihuacan, bensì Tikal.

La fase dinastica finì con la morte Yax Pasaj Chan Yopaat, a cui successe un individuo di nome Ukit Took', il quale perse quasi immediatamente l'autorità ed il controllo sul suo regno.

### La fase dell'abbandono
Questa fase si caratterizza per l'abbandono delle consuetudini monarchiche e lo sbandamento di una città senza guida. Copán non perse immediatamente importanza come accadde in altri centri maya. Ciò che rimase della sua popolazione visse per altri duecento anni tra steli e palazzi reali abbandonati.

## Lista di regnanti

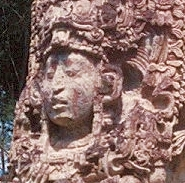
Particolare della stele H di Uaxaklajuun Ub'aah K'awiil (18 Coniglio)

1°. K'inich Yax K'uk' Mo' («Volto Verde del Sole, Piuma di Pappagallo») 426-435
2°. K'inich Popol Hol («Volto del Sole, Testa della Stuoia»); ca. 437
3°. "Re 3", nome ignoto; ca. 455
4°. "Ku Ix", nome di lettura incerta; ca. 465
5°. "Re 5", nome ignoto; ca. 476
6°. Muyal Hol («Teschio delle Nuvole»); ca. 485
7°. B'ahlam Nehn («Giaguaro Specchio»); dopo 504-544
8°. "Re 8" nome ignoto; 532-551
9°. "Re 9", nome di lettura incerta; 551-553
10°. Tz'i' B'ahlam («Cane Giaguaro»); 553-578
11°. Butz' Chan («Serpente Fumante»); 578-628
12°. K'ahk' U Ti' Ha' K'awiil («Fuoco nella Bocca dello Spirito dell'Acqua»); 628-695
13°. Waxaklahun Ub'aah K'awiil («18 Coniglio K'awiil»); 695-738
14°. K'ahk' Hoplah Chan K'awiil («K'awiil che Spacca il Cielo Infuocato»); 738-749
15°. K'ahk' Yipyaj Chan K'awiil («K'awiil che Sorregge il cielo Infuocato»); 749-763
16°. Yax Pasaj Chan Yopaat («Lui di Dopo l'Alba Verde»); 763-810
17°. U Kit Tok' («Il Padre dei Coltelli»); 822